# کلرید کروم (IV)
کلرید کروم(IV) (به انگلیسی: Chromium(IV) chloride) با فرمول شیمیایی CrCl۴ یک ترکیب شیمیایی با شناسه پاب‌کم ۱۷۷۶۱۲ است. که جرم مولی آن ۱۹۳٫۸۰۷ g/mol می‌باشد.